# 4091 Lowe
A 4091 Lowe (ideiglenes jelöléssel 1986 TL2) a Naprendszer kisbolygóövében található aszteroida. Edward L. G. Bowell fedezte fel 1986. október 7-én.